# Dead to Fall
Dead to Fall war eine Metalcore- und Melodic-Death-Metal-Band aus Chicago, Illinois, USA, die im Jahr 1999 gegründet und 2009 aufgelöst wurde.

## Geschichte
Die Band wurde im Jahr 1999 von Schlagzeuger Dan Craig sowie den Gitarristen Antone Jones und Matt Hartmann gegründet. Kurze Zeit später kamen Bassist Justin Jakimiak und Sänger Jon Hunt zur Band und vervollständigen die Besetzung. Zusammen entwickelten sie die ersten Lieder und spielten Auftritte, unter anderem zusammen mit The Crown oder Darkest Hour. Dadurch wurde Victory Records auf die Band aufmerksam und nahm die Gruppe unter Vertrag.
Im Sommer 2002 begab sich die Band ins Studio, um ihr Debütalbum Everything I Touch Falls to Pieces aufzunehmen. Vor Veröffentlichung folgten Auftritte mit Caliban, Malevolent Creation und Incantation. Nachdem das Album veröffentlicht worden war, verließ Gitarrist Hartmann die Band, sodass Bryan Lear und Seth Nichols als Gitarristen in der Band waren. Danach folgte eine Tour mit Mastodon und Atreyu. Etwas später verließen Schlagzeuger und Hauptsongwriter Craig, sowie beide Gitarristen die Band, sodass Jakimiak und Hunt die einzigen verbliebenen Mitglieder waren. Als neue Gitarristen kamen Matt Matera und Gründungsmitglied Antone Jones zur Band, Evan Kaplan besetzte nun das Schlagzeug. In dieser Besetzung begab sich die Band im Frühjahr 2004 mit Produzent Eric Rachel in die Trax East Studios um das nächste Album Villainy & Virtue aufzunehmen. Nach der Veröffentlichung folgte mit The Haunted und Martyr A.D. eine Tour durch England, der eine Tour durch die USA mit Twelve Tribes und Fight Paris. Im Januar 2005 kam Tim Java als neuer Schlagzeuger zur Band, Bassist Chris Nolan ersetzte Justin Jakimiak drei Monate später. Danach begab sich die Band erneut mit Eric Rachel ins Studio, um The Phoenix Throne aufzunehmen, das Mitte April 2006 erschien. Die Band bestand nun aus Hunt, Java, den Gitarristen Logan Kelly und Aaron Nelson, sowie Bassist Chad Fjerstad. Phil Merriman ersetzte Matera später und war auf dem Album Are You Serious? erstmals zu hören, das im Februar 2008 erschien. Am 24. Mai 2009 spielte die Band in der Metro in Chicago mit zehn Mitgliedern der Bandgeschichte: Matt Matera, Justin Jakimiak, Antone Jones, Timothy Java, Logan Kelly, Chad Fjerstad, Phil Merriman, Bryan Lear, Dan Craig und Jonathan Hunt.

## Stil
Die Band spielte am Anfang ihrer Karriere reinen Melodic Death Metal, der mit der Musik von In Flames, At the Gates und Soilwork vergleichbar ist. Die späteren Alben können als eine Mischung zwischen melodischem Death Metal und Metalcore bezeichnet werden.

## Diskografie
- 1999: Demo (Demo, Eigenveröffentlichung)
- 2000: Demo (Demo, Eigenveröffentlichung)
- 2000: ...For the Memories (Demo, Eigenveröffentlichung)
- 2002: Everything I Touch Falls to Pieces (Album, Victory Records)
- 2004: Villainy & Virtue (Album, Victory Records)
- 2006: Summer of Metal Sampler (Split mit Bury Your Dead, Nights Like These, The Autumn Offering und Between the Buried and Me, Victory Records)
- 2006: The Phoenix Throne Promo (Single, Victory Records)
- 2006: The Phoenix Throne (Album, Victory Records)
- 2008: Are You Serious? (Album, Victory Records)